# بارمرا
بارمرا (به انگلیسی: Barmera) یک شهرک در استرالیا است که در استرالیای جنوبی واقع شده‌است.